# Саидпур (город, Бангладеш)
Саидпу́р (бенг. সৈয়দপুর, англ. Saidpur) — город на севере Бангладеш, административный центр одноимённого подокруга. Город стал муниципалитетом в 1858 году. Площадь города равна 34,42 км². По данным переписи 2001 года, в городе проживало 110 151 человек, из которых мужчины составляли 51,02 %, женщины — соответственно 48,98 %. Плотность населения равнялась 3200 чел. на 1 км². Уровень грамотности населения составлял 39,3 % (при среднем по Бангладеш показателе 43,1 %).